# Reparator
Dans la mythologie romaine, Reparator (du latin reparo, préparer de nouveau) était le dieu du second défrichage des jachères (en rapport avec Vervactor). On le trouve également sous le nom de Rederator.
D'après Servius (commentaire sur Virgile, Géorgiques, I, 21), ce dieu, associé à Cérès, est célébré dans un rite mené par un flamine, probablement le flamen Cerealis, avec onze autres dieux mineurs liés à l'agriculture.